# 柿本幸造
柿本 幸造（かきもと こうぞう、1915年11月30日 - 1998年12月）は広島県（安芸高田市吉田町）出身の童画家。
「どんくまさん」シリーズ（蔵冨千鶴子作）の挿絵画家として知られる。1959年小学館児童文化賞受賞。